# St. Thomas the Martyr-templom
A St. Thomas the Martyr-templom (angolul: Church of St Thomas the Martyr) a walesi Monmouth egyik anglikán temploma. A város Overmonnow nevű részében fekszik, a Monnow hídtól délre. A templom egyes részei a 12. századból származnak, mint például a szentély íve, amely normann építészeti jegyeket visel magán. A templomot a 19. században jelentősen átépítették. Egyike a monmouthi örökség tanösvény 24 állomásának. A templom II*. kategóriás brit műemléknek (British Listed Building) számít.

## Története
A templomot régi vöröshomokkőből építették és Canterburyi Szent Tamásnak van ajánlva. A templom a St. Mary-kolostortemplomhoz tartozó kápolna volt, feladata a Monnow folyó déli partján elterülő Overmonnow városrész híveinek kiszolgálása volt. Első írásos említése 1186-ból származik: III. Orbán pápa egyik ediktumában említik. Valószínűleg már az 1170-es években létezett bár Charles Heath helyi művészettörténész szerint angolszász építészeti elemek is fellelhetők benne. Úgy a templom, mint a szomszédságában álló Monnow hidat az 1233-as monmouthi csatában jelentősen megrongálták. Az újjáépítéséhez szükséges faanyagot a következő esztendőben Gloucesteshire-ból hozták, a Dean-erdőből. 1256-ban a templomot remeték használták. John Gilbert, Hereford püspöke 1397-ben leromlott állapotáról tett jelentést, többek között megemlítve, hogy a közösség elhanyagolta a szivárgó tető felújítását. A 19. század elejére erősen leromlott állapotba került. 1829-ben George Huntingford püspök jelentésében a templomot „elhanyagoltnak és elfeledettként” aposztrofálta. Az 1830-as években vált plébániatemplommá, leválva a St. Mary-kolostortemplomtól. Ekkor kezdték meg az átfogó felújítását a londoni építész, Thomas Henry Wyatt tervei szerint, akinek jóvoltából megépült a karzata is. A sekrestye 1887-1888-ban épült meg. A szentély íve és a déli fal keresztelőmedencéje eredeti, normann kori. A déli oldal freskói kezdetleges arcképeket, madarakat ábrázolnak valamint paradicsomi jelenetet kígyóval. Első ránézésre eredetinek, 12. századinak tűnik a freskó, a valóságban azonban nem más mint egy 19. századi utánzat. 1875-ben a walesi építész, John Prichard vezetésével alakították át. Ekkor került a nyugati torony helyére egy harangot tartó íves építmény. A templomot utoljára 1989-1991-ben újították fel.